# Großveitsch
Großveitsch ist eine Ortschaft und eine Katastralgemeinde der Gemeinde Sankt Barbara im Mürztal im Bezirk Bruck-Mürzzuschlag in Steiermark. Die Ortschaft hat 807 Einwohner (Stand 1. Jänner 2024).

## Geografie
Die Ortschaft erstreckt sich hinauf zum Pretalsattel, umfasst aber auch die Gebiete westlich des Flusses Große Veitsch. Sie besteht aus den Rotten Dr.-Erich-Bathelt-Siedlung, Großveitschtal (710 m ü. A.), Pretalgraben (800 m ü. A.) und Pretalkolonie, der Gerstbreinsiedlung (680 m ü. A.), den zerstreuten Häusern Brunnalm, Griesbachgraben, Rad und Steinbachgraben sowie zahlreichen Einzellagen. Ebenso befinden sich die Veitscher Magnesitwerke in der Ortschaft Großveitsch.

## Siedlungsentwicklung
Zum Jahreswechsel 1979/1980 befanden sich in der Katastralgemeinde Großveitsch insgesamt 412 Bauflächen mit 193.620 m² und 123 Gärten auf 115.713 m², 1989/1990 gab es 362 Bauflächen. 1999/2000 war die Zahl der Bauflächen auf 802 angewachsen und 2009/2010 bestanden 558 Gebäude auf 946 Bauflächen.

## Geschichte
Laut Adressbuch von Österreich waren im Jahr 1938 in Großveitsch zwei Ärzte, ein Verkehrsunternehmer, ein Bäcker, zwei Fleischer, ein Fuhrwerker, sechs Gastwirte, sieben Gemischtwarenhändler, zwei Hebammen, ein Holzhändler, zwei Sägewerke, ein Schneider und zwei Schneiderinnen, vier Schuster, vier Viktualienhändler, ein Wagner und zahllose Landwirte ansässig.

## Bodennutzung
Die Katastralgemeinde ist forstwirtschaftlich geprägt. 476 Hektar wurden zum Jahreswechsel 1979/1980 landwirtschaftlich genutzt und 2.638 Hektar waren forstwirtschaftlich geführte Waldflächen. 1999/2000 wurde auf 346 Hektar Landwirtschaft betrieben und 2.991 Hektar waren als forstwirtschaftlich genutzte Flächen ausgewiesen. Ende 2018 waren 275 Hektar als landwirtschaftliche Flächen genutzt und Forstwirtschaft wurde auf 2.957 Hektar betrieben. Die durchschnittliche Bodenklimazahl von Großveitsch beträgt 15,4 (Stand 2010).

## Wohnanlage auf den Gerstbreingründen
In zwei Zeilen wurden auf einem Steilhang Holzbauten mit einem Unterbau in Massivbauweise errichtet. Die vom Architekturbüro Deutschmann und Kletzl aus Graz geplante und ausgeführte Wohnhausanlage (⊙) der Wohn- und Siedlungsgenossenschaft Ennstal wurde 1997 fertiggestellt und umfasste am 1. April 2020 22 Adressen. Die Anlage wurde auf Grund ihrer überzeugenden Konzeption ausgezeichnet.